# Reipå
Reipå is een plaats in de Noorse gemeente Meløy, provincie Nordland. Reipå telt 310 inwoners (2007) en heeft een oppervlakte van 0,53 km².